# Jahn Otto Johansen

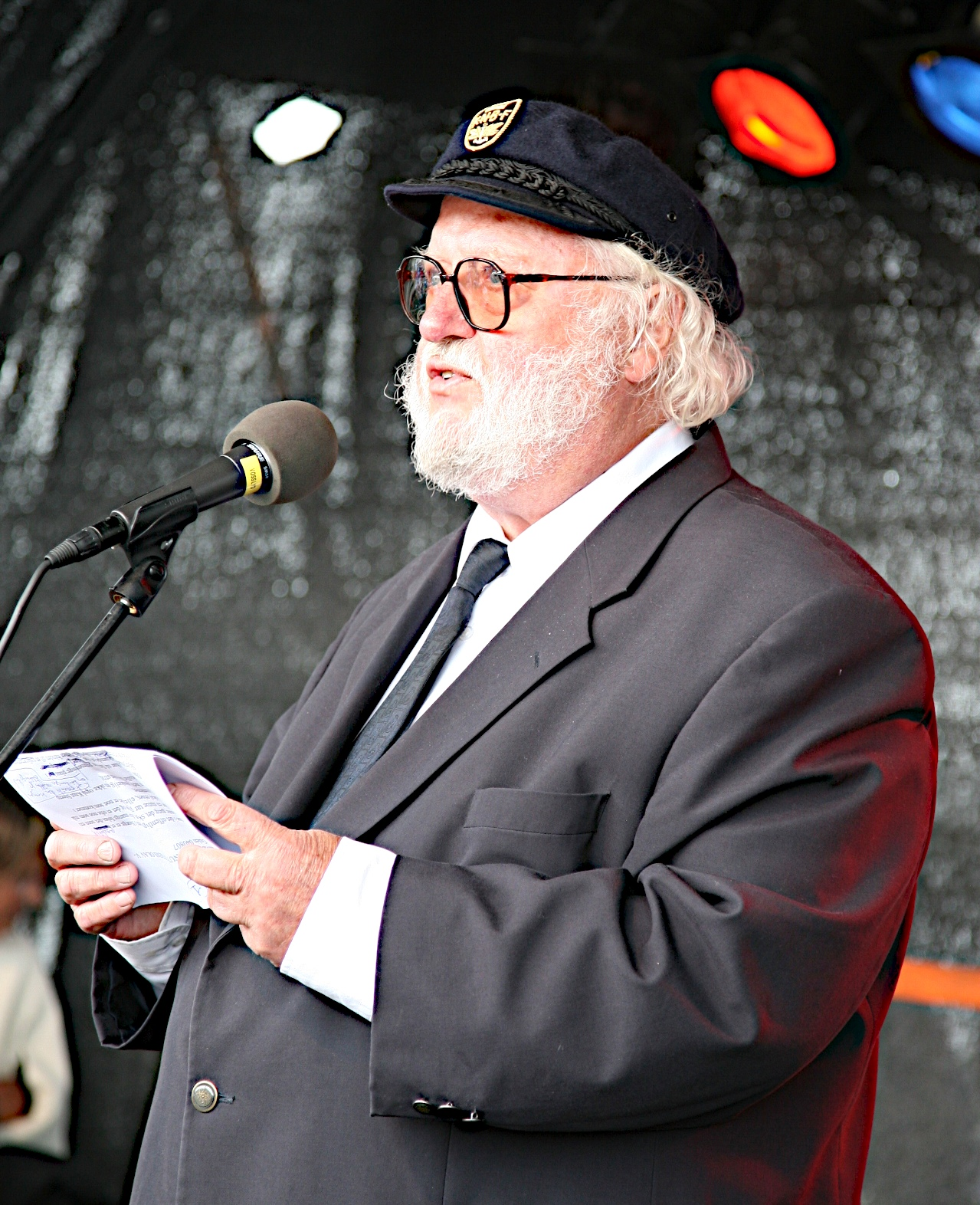
Jahn Otto Johansen (2007)
Foto: Nina Aldin Thune

Jahn Otto Johansen (* 3. Mai 1934 in Porsgrunn, Norwegen; † 1. Januar 2018) war ein norwegischer Journalist und Schriftsteller.
Johansen absolvierte seine Ausbildung bei der Tageszeitung in seiner Geburtsstadt und bei Varden in Skien. Anschließend studierte er Geografie und Ethnografie an der Universität Oslo.
Neben verschiedenen anderen beruflichen Stationen  war er von 1977 bis 1984 Chefredakteur des Dagbladet und Berlin-Korrespondent des Norwegischen Rundfunks von 1995 bis 2000. 2003 hatte Johansen eine Professur der Stiftung Fritt Ord, die Meinungs- und Pressefreiheit fördert, am Institut für Medien und Kommunikation der Universität Oslo.
Neben zahlreichen Artikeln verfasste Johansen mehrere dutzend Sachbücher.
Am 11. Dezember 2000 wurde ihm das Bundesverdienstkreuz 1. Klasse verliehen. Damit wurden seine Verdienste um eine ebenso kritische wie objektive Darstellung Deutschlands in seinem Heimatland gewürdigt. Im selben Jahr wurde er mit dem Willy-Brandt-Preis der Norwegisch-Deutschen Willy-Brandt-Stiftung ausgezeichnet. Johansen und die Übersetzerin Gabriele Haefs waren die ersten Träger des Preises. Damit wurde ihr „Beitrag zum Ausbau des norwegisch-deutschen Verhältnisses“ gewürdigt.

## Werke (Auswahl)
- Berlin. Millennium, Oslo 1999, ISBN 82-517-8878-1.
- Reisebrev fra det andre Tyskland. Aschehoug, Oslo 1997, ISBN 82-03-22244-7.
- Zigenarnas holocaust. Symposion Bokförl., Stockholm; Stehag 1990, ISBN 91-7868-252-5.
- Øst-Europa og det tyske spørsmål. Den Norske Atlanterhavskomité, Oslo 1984.